# Schima
Schima Reinw. ex Blume, 1823 è un genere di alberi sempreverdi appartenenti alla famiglia delle Theacee.

## Distribuzione e habitat
Il genere popola climi caldi temperati verso climi subtropicali in tutta l'Asia meridionale e sudorientale, dalla parte orientale dell'Himalaya nel Nepal e dell'India attraverso l'Indocina, la Cina meridionale, Taiwan e le isole Ryūkyū. Sei specie sono endemiche della Cina.

## Tassonomia
Il genere comprende le seguenti specie
- Schima argentea E.Pritz.
- Schima brevifolia (Hook.f.) Baill. ex Stapf
- Schima brevipedicellata Hung T.Chang
- Schima crenata Korth.
- Schima khasiana Dyer
- Schima lobbii (Hook.f.) Pierre
- Schima mertensiana (Siebold & Zucc.) Koidz.
- Schima multibracteata Hung T.Chang
- Schima noronhae Reinw. ex Blume
- Schima parviflora Hung T.Chang & W.C.Cheng
- Schima remotiserrata Hung T.Chang
- Schima sericans (Hand.-Mazz.) T.L.Ming
- Schima sinensis (Hemsl. & E.H.Wilson) Airy Shaw
- Schima superba Gardner & Champ.
- Schima villosa Hu
- Schima wallichii (DC.) Korth.

## Reperti fossili
I frutti fossili di Schima sono stati descritti come Schima nanlinensis, dal Miocene nella formazione di Nanlin nel bacino di Longchuan, prefettura autonoma di Dehong, provincia dello Yunnan, Cina. I frutti fossili sono capsule a 5 loci con semi piatti reniformi. Il genere Schima è conosciuto come fossile dal Paleogene al Neogene nella Germania e nell'Austria. Schima nanlinensis rappresenta il primo reperto fossile del genere in Asia.